# Порга (село)
Порга — упразднённое село в Антроповском районе Костромской области России.

## География
Урочище находится в центральной части Костромской области, в подзоне южной тайги, на правом берегу реки Порги, к востоку от автодороги 34Н-30, на расстоянии приблизительно 25 километров (по прямой) к югу от посёлка Антропово, административного центра района. Абсолютная высота — 132 метра над уровнем моря.

### Климат
Климат характеризуется как умеренно континентальный, с продолжительной холодной многоснежной зимой и коротким сравнительно тёплым летом. Среднегодовая температура воздуха — 2,5 °C. Средняя температура воздуха самого холодного месяца (января) — −12,6 °C (абсолютный минимум — −38 °C); самого тёплого месяца (июля) — 18,2 °C (абсолютный максимум — 36 °С). Годовое количество атмосферных осадков — 500—550 мм, из которых большая часть выпадает в тёплый период.

## История
В «Списке населенных мест Костромской губернии по сведениям 1870-72 годов» населённый пункт упомянут как село Макарьевского уезда, расположенное при речке Порге, в 81 версте от уездного города. В Порге насчитывалось 5 дворов и проживало 19 человек (8 мужчин и 11 женщин).
В 1907 году в селе, относившемуся к Пограничной волости, имелось 25 дворов и проживало 150 человек.
В 1926 году село входило в состав Нифановского сельсовета, числилось 5 дворов и 24 жителя. По состоянию на 1 января 1981 года входило в состав Палкинского сельсовета.

## Никольский храм
В селе действовала каменная двухэтажная православная церковь с колокольней, построенная в 1834 году на средства прихожан и освящённая во имя святого Николая Чудотворца. В церкви имелось четыре престола в честь: Благовещения Богородицы, святителя Николая Чудотворца, преподобного Макария Унженского и праведного Симеона Богоприимца.
В 1863 году к приходу храма относилось 1006 человек, проживавших в 12 окрестных селениях. До настоящего времени не сохранилась.